# کمیسیون مقام زن ملل متحد
کمیسیون مقام زن ملل متحد (به انگلیسی: Commission on the Status of Women) (اختصاری CSW یا UNCSW) نهادی وابسته به شورای اقتصادی و اجتماعی سازمان ملل متحد است که از سال ۱۹۴۶ میلادی با هدف برابری جنسیتی و کمک به پیشرفت زنان تشکیل شده‌است. این کمیسیون هر سال نشستی ۱۰ روزه را در مقر اصلی سازمان ملل در نیویورک برای بررسی پیشرفت در برابری جنسیتی، تعیین چالش‌ها، وضع استانداردهای جهانی و فرمول‌بندی سیاست‌هایی برای ترویج برابری جنسیتی و پیشرفت زنان در سطح جهان برگزار می‌کنند.
کمیسیون مقام زن نقش تصمیم‌گیری با ضمانت اجرایی ندارد، اما برخی آن را بالاترین مقام نظارتی در حوزه زنان در سازمان ملل به‌شمار می‌آورند.
آژانس‌های سازمان ملل متحد به‌طور فعال از دستورهای خود پیروی کردند تا زنان را در رویکردها و برنامه‌ها و کنفرانس‌های توسعه وارد کنند. زنان در جلسات مقدماتی شرکت می‌کنند، استراتژی طراحی می‌کنند، جلسات گروهی برگزار می‌کنند، در مورد موضوعات مختلف دستور کار در حال مذاکره در کمیته‌های مختلف شبکه‌سازی می‌کنند، و به عنوان لابی‌گران آگاه در کنفرانس‌ها کار می‌کنند. CSW یکی از کمیسیون‌های سازمان ملل است که مشارکت را فقط به ایالت‌ها محدود نمی‌کند. برای مثال، سازمان‌های غیردولتی همچنین مجاز به شرکت در جلسات CSW، شرکت در جلسات و پانل‌ها و سازماندهی رویدادهای موازی خود از طریق کمیته NGO در مورد وضعیت زنان، نیویورک (NGO CSW/NY) هستند. این امر به ویژه برای مناطق مورد مناقشه مانند تایوان، که عضو سازمان ملل نیست، مهم است. در چند سال گذشته، سازمان‌های غیردولتی تایوان (مانند اتحاد ملی انجمن‌های زنان تایوان) توانسته‌اند در جلسات CSW شرکت کنند.
CSW متشکل از یک نماینده از هر یک از ۴۵ کشور عضو است که توسط ECOSOC بر اساس توزیع عادلانه جغرافیایی انتخاب می‌شوند: ۱۳ عضو از آفریقا. ۱۱ از آسیا؛ ۹ از آمریکای لاتین و کارائیب؛ ۸ از اروپای غربی و سایر ایالات و ۴ از اروپای شرقی. اعضا برای دوره‌های چهار ساله انتخاب می‌شوند. در میان فعالیت‌های خود، CSW چندین کنوانسیون و اعلامیه تهیه کرده‌است، از جمله اعلامیه رفع تبعیض علیه زنان در سال ۱۹۶۷ و آژانس‌های متمرکز بر زنان مانند UNIFEM و Instraw. موضوع اولویت کمیسیون برای جلسه پنجاه و هفتم (جلسه پنجاه و هفتم) «حذف و پیشگیری از هر گونه خشونت علیه زنان و دختران» بود. پیش از آن، یک نشست گروه کارشناسان (EGM): پیشگیری از خشونت علیه زنان و دختران در بانکوک، تایلند، از ۱۷ تا ۲۰ سپتامبر ۲۰۱۲ برگزار شد.

## تاریخچه
UNCSW در سال ۱۹۴۶ به عنوان مکانیزمی برای ترویج، گزارش و نظارت بر مسائل مربوط به حقوق سیاسی، اقتصادی، مدنی، اجتماعی و آموزشی زنان تأسیس شد. این یک ساختار رسمی منحصر به فرد برای جلب توجه به نگرانی‌ها و رهبری زنان در سازمان ملل بود. UNCSW اولین بار در فوریه ۱۹۴۷ در لیک اکسس، نیویورک تشکیل جلسه داد. همه ۱۵ نماینده دولت زن بودند، که UNCSW را از سایر جنبش‌های سازمان ملل متمایز می‌کرد، و UNCSW همچنان اکثریت نمایندگان زن را حفظ کرده‌است. کمیسیون در اولین جلسه خود به عنوان یکی از اصول راهنما اعلام کرد:
| « | ارتقای جایگاه زنان، صرف نظر از ملیت، نژاد، زبان یا مذهب، برابری با مردان در تمامی زمینه‌های فعالیت انسانی، و رفع هرگونه تبعیض علیه زنان در مفاد قوانین قانونی، در اصول یا قواعد قانونی، یا در تفسیر حقوق عرفی | » |

یکی از اولین وظایف UNCSW کمک به تهیه پیش نویس اعلامیه جهانی حقوق بشر بود. اعضای کمیسیون زبان حساس به جنسیت را درج کردند - در مخالفت با ارجاع به «مرد» به عنوان مترادف برای انسانیت و عباراتی مانند «مردها برادرند». آنها با مقاومت اعضای کمیسیون حقوق بشر مواجه شدند، اما در معرفی زبان جدید و فراگیر موفق شدند.

## اعضا
این کمیسیون از نمایندگان ۴۵ عضو سازمان ملل متحد تشکیل می‌شود. این نمایندگان بر اساس تقسیم‌بندی جغرافیایی؛ آفریقا ۱۳ عضو، آسیا ۱۱ عضو، آمریکای لاتین و کارائیب ۹ عضو، اروپای شرقی ۴ عضو، اروپای غربی و دیگر کشورها ۸ عضو برای یک دوره چهار ساله انتخاب می‌شوند.

## اخراج جمهوری اسلامی ایران
ایران در زمان جمهوری اسلامی و در بحبوحه خیزش اعتراضی ایران، در راستای گزارش‌هایی از خشونت فیزیکی، جنسی و کلامی توسط جمهوری اسلامی نسبت به زنان معترض ایرانی، از کمیسیون مقام زن ملل متحد اخراج شد. این اقدام برای نخستین بار در تاریخ این کمیسیون سازمان ملل متحد روی داد و واکنشی از سوی جامعه جهانی به سرکوب اعتراضات زنان در طول خیزش اعتراضی بود که با کشته‌شدن مهسا امینی آغاز شد.